# Aloe trivialis
Aloe trivialis é uma espécie de liliopsida do gênero Aloe, pertencente à família Asphodelaceae.